# Карл Вільгельм Рамлер

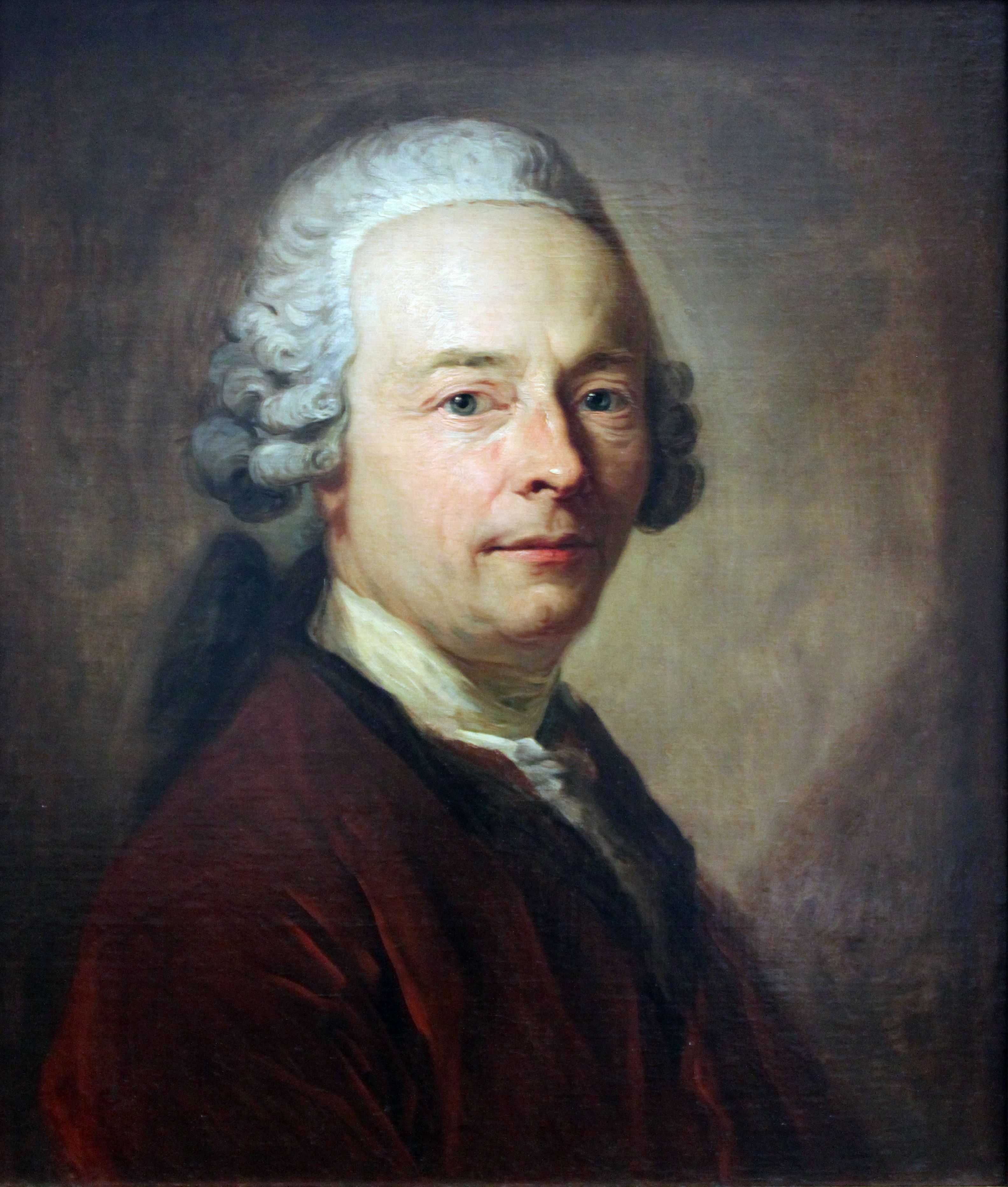
Карл Вільгельм Рамлер, після 1771 р. (Портрет Антона Граффа)

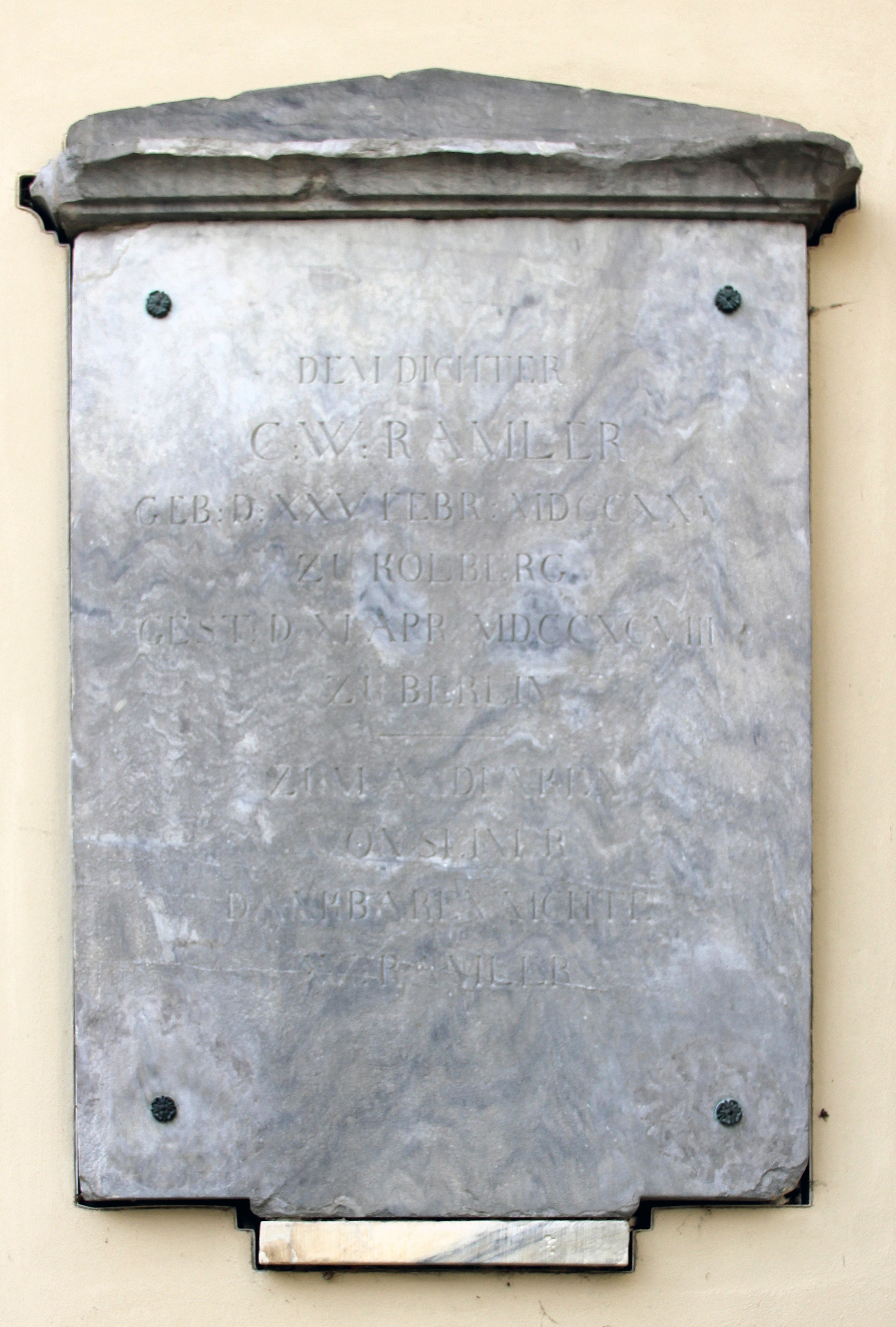
Меморіальна дошка, Große Hamburger Straße 29, у Берліні-Мітте

Карл Вільгельм Рамлер (25 лютого 1725, Колобжег — 11 квітня 1798, Берлін) — німецький поет і філософ, якому приписують Просвітництво та сентименталізм. Прозваний німецьким Горацієм. 

## Життєпис
Рамлер був сином податкового інспектора Вільгельма Ніколауса Рамлера та його дружини Елізабет Стіґ. Закінчивши школу у своєму рідному місті, а пізніше — у Щецині, Рамлер вступив до школи "Franckeschen Stiftungen" в Галле у 1738.  
Вивчав теологію в університеті Мартіна Лютера у 1742. Через три роки Рамлер переїхав до Берліна, щоб вивчати медицину.  
Оскільки Карл насправді відчував відданість прекрасним наукам, він відмовився від медицинської освіти. Йоганн Вільгельм Людвіг Глейм, якого він зустрів у Берліні, підтримав це рішення. Рамлер отримав роботу вихователя уВернойхені. 
У 1747 р. Рамлер оселився в Берліні, а в 1748 був призначений викладачем філософії в тамтешньому кадетському інституті, а згодом з титулом почесного професора обіймав цю посаду до 1790. Там він незабаром познайомився з Мойсеєм Мендельсоном та Фрідріхом Ніколаєм, які наблизили його до просвітництва та посприяли його членству у престижному клубу Montagsclub.  
У період з 1750 по 1751 Рамлер та Йоган Георг Сульцер опублікували свої критичні статті в галузі освіти з Йоганом Вільгельмом Людвігом Глеймом, Евальдом Крістіаном фон Клейстом та Готхолдом Єфремом Лессінгом. 
Разом з останнім Рамлер опублікував у 1759 р. «Сінґеніхте» Фрідріха фон Логау.  
У 1786 Рамлер був прийнятий у Королівську прусську академію наук в Берліні, після чого в наступному році вступив до Академії мистецтв.  
Разом з Йоганом Августом фон Бейєром та Йоганом Якобом Енгелем Рамлер також був призначений членом Дирекції королівських видовищ; обіймав цю посаду до 1797. 
Поезія відіграє велику роль у літературній творчості Рамлера. Прусський король Фрідріх II був оспіваний Рамлером у кількох одах, але монарх не звернув уваги на поета. Його наступник Фрідріх Вільгельм II все ж покликав його до Ради Академії наук у рік коронації (1786) та призначив йому пенсію в розмірі 800 талерів.  
У 1790, на прохання короля Рамлер став керівником Національного театру. Цю посаду він обіймав незадовго до смерті. 
Карл Вільгельм Рамлер помер у віці 73 років 11 квітня 1798 у Берліні. Похований на цвинтарі Софієнкіргоф. Його іменем названа вулиця Берліна — Рамлерштрассе. 

## Творчість
Деякі вірші Рамлера були покладені на музику такими композиторами, як Карл Генріх Ґраун, Йоганн Йоахім Кванц, Карл Філіпп Емануель Бах та Георг Філіпп Телеман.  
Окрім власної творчості Рамлер цікавий як літературний критик. Також він зробив собі ім'я як літературний перекладач. Рамлер переклав твори Катулла, Горація і Марціала, завжди застосовуючи принципи естетики, які він запозичив у з французького естета Шарля Батте.  
Основним принципом поезії естетів було точне наслідування природи.  
Його багатотомне видання Рамлера «Марціал» стало першим практично повним виданням усіх творів римського поета. В першому томі Карл також зібрав багато віршів, перекладених Мартіном Опіцем, під своєю редакцією. Врешті-решт, близько 15% творів Рамлер навмисно пропустив через їхній еротичний характер, що в той час вважався образливим. 
Сучасники відзначали Рамлера як німецького Горація, але вже п’ятдесят років потому він став лише майстром поетичного вправляння. Сьогоднішня літературна критика часто сприймає його твори як марення. Останнім часом його переклади отримали більшу оцінку через їхній високий рівень. 
Рамлер переклав "Вступ до прекрасних наук" Шарля Батте ("Cours des belles lettres"), відредагував кілька творів сучасних авторів відповідно до його специфікацій та працював редактором. Наприклад, Лессінг практично припинив  товаришувати з Рамлером, переглянувши деякі свої твори в його редакції — настільки істотних змін вони зазнали. 

## Праці (вибране)
- Critische Nachrichten aus dem Reiche der Gelehrsamkeit (1750/51)
- Der Tod Jesu[de] (1755, Neufassung 1760), Oratorium (1760) und Joseph Martin Kraus[de] (1776)
- Die Hirten bei der Krippe zu Bethlehem (1757)
- Die Auferstehung und Himmelfahrt Jesu (1760)
- Die Lieder der Deutschen (1766, später auch Lyrische Blumenlese)
- Fabellese (1783/90)
- Sammlung der besten Sinngedichte der deutschen Poeten (1766)
- Oden. (1767) (Digitalisat und Volltext // Німецький текстовий архів)
- Lyrische Gedichte (1772);
- Kurzgefasste Mythologie (1790) (Ausg. 1833 Berlin, August Rücker (Hrsg.))
- Poëtische Werke (1801/02, 2 Bde., herausgegeben von Leopold Friedrich Günther von Goecking[de]k